# Joeri Roedov
Joeri Vasiljevitsj Roedov (Russisch: Юрий Васильевич Рудов) (Taganrog, 17 januari 1931 - Moskou, 26 maart 2013) was een Sovjet-Russische schermer.
Roedov nam tweemaal deel aan de Olympische Zomerspelen en won in 1960 de gouden medaille met het floret team. Roedov werd met het team driemaal wereldkampioen.

## Resultaten

### Olympische Zomerspelen
| Jaar | Plaats    | Resultaten                     |
| ---- | --------- | ------------------------------ |
| 1956 | Melbourne | 5e floret team HF poule floret |
| 1960 | Rome      | floret team                    |

### Wereldkampioenschappen schermen
| Jaar | Plaats       | Resultaten  |
| ---- | ------------ | ----------- |
| 1958 | Philadelphia | floret team |
| 1959 | Boedapest    | floret team |
| 1961 | Turijn       | floret team |
| 1963 | Gdańsk       | floret team |

1904: Fonst, Díaz, Van Zo Post ·
1920: Baldi, Costantino, A. Nadi, N. Nadi, Olivier, Puliti, Speciale, Terlizzi ·
1924: Cattiau, Coutrot, de Luget, Ducret, Gaudin, Jobier, Labatut, Perotaux ·
1928: Chiavacci, Gaudini, Guaragna, Pessina, Pignotti, Puliti ·
1932: Bondoux, Bougnol, Cattiau, Gardère, Lemoine, Piot ·
1936: Bocchino, Di Rosa, Gaudini, Guaragna, Marzi, Verratti ·
1948: Bonin, Bougnol, de Buhan, Lataste, d'Oriola, Rommel ·
1952: de Buhan, Lataste, Netter, Noël, d'Oriola, Rommel ·
1956: Bergamini, Carpaneda, Di Rosa, Lucarelli, Mangiarotti, Spallino ·
1960: Midler, Roedov, Sissikin, Svesjnikov, Zjdanovitsj ·
1964: Midler, Sissikin, Sjarov, Svesjnikov, Zjdanovitsj ·
1968: Berolatti, Dimont, Magnan, Noël, Revenu ·
1972: Dąbrowski, Godel, Kaczmarek, Koziejowski, Woyda ·
1976: Bach, Behr, Hein, Reichert, Sens-Gorius ·
1980: Bonin, Boscherie, Flament, Jolyot, Pietruszka ·
1984: Borella, Cerioni, Cipressa, Numa, Scuri ·
1988: Aptsiaoeri, Ibragimov, Koretsky, Mamedov, Romankov ·
1992: Koch, Schreck, Wagner, Weidner, Weißenborn ·
1996: Mamedov, Pavlovitsj, Sjevtsjenko ·
2000: Ferrari, Guyart, Lhotellier, Plumenail ·
2004: Cassarà, Sanzo, Vanni, Zennaro ·
2012: Valerio Aspromonte, Avola, Baldini, Cassarà ·
2016: Achmatchoezin, Safin, Tsjeremisinov ·
2020: Le Péchoux, Lefort, Mertine, Pauty ·
2024: Iimura, Matsuyama, Shikine, Nagano